# Le Versoud
Le Versoud – miejscowość i gmina we Francji, w regionie Owernia-Rodan-Alpy, w departamencie Isère.
Według danych na rok 1990 gminę zamieszkiwało 2995 osób, a gęstość zaludnienia wynosiła 472 os./km² (wśród 2880 gmin regionu Rodan-Alpy Le Versoud plasuje się na 294. miejscu pod względem liczby ludności, natomiast pod względem powierzchni na miejscu 1407.).
Przez gminę przepływa rzeka Isère. 